# Oscaecilia equatorialis
Oscaecilia equatorialis är en groddjursart som beskrevs av Taylor 1973. Oscaecilia equatorialis ingår i släktet Oscaecilia och familjen Caeciliidae. IUCN kategoriserar arten globalt som otillräckligt studerad. Inga underarter finns listade i Catalogue of Life.